# Doğukan Şanlı
Doğukan Şanlı (Fatih, 23 gennaio 1995) è un cestista turco.

## Palmarès
- Eurocup: 1

Galatasaray: 2015-16